# آلکس آنگولو
آلکس آنگولو (اسپانیایی: Álex Angulo‎؛ ۱۹۵۳ – ۲۰۱۴) بازیگر باسکی اهل اسپانیا بود که طی فعالیت هنری ۳۰ سالهٔ خود، در بیش از ۶۰ فیلم سینمایی بازی کرد. وی در ۲۰ ژوئیهٔ ۲۰۱۴ حین رانندگی به سوی مکان فیلمبرداری یکی از کارهای جدیدش دچار سانحه رانندگی شد و همان‌جا درگذشت.
از فیلم‌هایی که وی در آن نقش داشته‌است، می‌توان به فرار از سگوبیا، ۱۴ آوریل، جمهوری، فرار مغزها، هزارتوی پن، جسم زنده، سلام، تنهایی؟، جادوگران و جنگل دورافتاده اشاره کرد.